# Maurizio Millenotti
Maurizio Millenotti (* 12. Juni 1946 in Reggiolo, Reggio nell’Emilia) ist ein italienischer Kostümbildner. Er wurde zweimal für den Oscar nominiert.

## Leben
Maurizio Millenotti begann seine Karriere in den 1970ern in Italien. Zu seinen ersten Arbeiten gehörte die Arbeit als assistierender Kostümbildner bei Die Halunken (1973) und La Tosca (1973). Seine erste eigene Arbeit war Number one von Gianni Buffardi. 1980 war er Assistent bei Fellinis Stadt der Frauen.
Seine ersten eigenständigen Arbeiten hatte er 1980 bei der Miniserie Bambole: scene di un delitto perfetto, dem Spielfilm Bello mio bellezza mia sowie Fellinis Schiff der Träume (1983).
Er erhielt zwei Nominierungen für den Oscar, in beiden Fällen für Shakespeare-Adaptionen von Franco Zeffirelli. Bei der Oscarverleihung 1987 wurde er zusammen mit Anna Anni für Otello nominiert. Den Preis gewannen Jenny Beavan und John Bright für Zimmer mit Aussicht. 1990 wurde er für Hamlet bei der Oscarverleihung 1991 nominiert. Dort gewann Franca Squarciapino mit Cyrano von Bergerac.
2000 wurde er für einen Primetime Emmy für seine Arbeit an Die Passion Christi nominiert.
In Italien erhielt er zweimal den David di Donatello, den bedeutendsten Filmpreis Italiens. Das erste Mal 1999 für Die Legende vom Ozeanpianisten und das zweite Mal 2014 für The Best Offer – Das höchste Gebot. Nominiert war er sogar acht Mal. Für die gleichen Filme erhielt er den Ciak d’oro, für den er neun Mal nominiert war. Den Nastro d’Argento konnte er fünf Mal gewinnen. Erstmals 1984 mit Fellinis Schiff der Träume, 1999 für Die Legende vom Ozeanpianisten, 2003 für Ma che colpa abbiamo noi und Ernst sein ist alles, 2005 für Die Passion Christi und zuletzt für The Best Offer und Reality.

## Filmografie (Auswahl)
- 1973: La Tosca
- 1973: Die Halunken (Le cinque giornate)
- 1973: Number one
- 1980: Fellinis Stadt der Frauen (La città delle donne)
- 1980: Bambole: scene di un delitto perfetto  (Miniserie)
- 1982: Bello mio bellezza mia
- 1983: Fellinis Schiff der Träume (E la nave va)
- 1986: Otello
- 1990: Hamlet
- 1990: Die Stimme des Mondes (La voce della luna)
- 1991: Donne con le gonne
- 1993: Il segreto del bosco vecchio
- 1994: DellaMorte DellAmore
- 1994: OcchioPinocchio
- 1994: Ludwig van B. – Meine unsterbliche Geliebte (Immortal Beloved)
- 1997: Il viaggio della sposa
- 1998: Il mio West
- 1999: Die Legende vom Ozeanpianisten (La leggenda del pianista sull'oceano)
- 2001: Der Zauber von Malèna (Malèna)
- 2002: Ernst sein ist alles (The Importance of Being Earnest)
- 2003: Ma che colpa abbiamo noi
- 2004: Die Passion Christi (The Passion of the Christ)
- 2006: N (Io e Napoleone)
- 2007: Centochiodi
- 2008: Wir schaffen das schon (Si può fare)
- 2008: Parlami d'amore
- 2009: Tris di donne & abiti nuziali
- 2009: L'uomo nero
- 2013: The Best Offer – Das höchste Gebot (La migliore offerta)
- 2013: Reality